# Парке-Патрисьос
Парке-Патрисьос (исп. Barrio Parque Patricios) — один из районов Буэнос-Айреса.
Парке-Патрисьос расположен в южной части Буэнос-Айреса, столицы Аргентины, берёт своё название от парка, который находится на территории района. Этот район имеет несколько общественных парков, которые образуют одну из самых значимых зеленых зон Буэнос-Айреса.

## Местоположение
Район ограничен улицами Хуан де Гарай, Энтре-Риос, Велес-Сарсфилд, Амансио-Алькорта, Лафайета, Мирав, Лаварден, железной дорогой Ferrocarril General Belgrano, Качи, Альмафуэрте и Санчес Лория. Район граничит с районом Сан-Кристобаль на севере, Конститусьон на востоке, Барракас на юго-востоке, Нуэва Помпея на юго-западе, и на западе Боэдо.

## История
Этот район считается типичным для Буэнос-Айреса, известен богатой спортивной историей. В 1873 году на улице Оруро стояли печи для сжигания мусора, который привозили со всего города. А в дальнейшем район получил прозвище «Пылающий», из-за появления здесь главного спортивного сооружения, стадиона Томас Адольфо Дуко принадлежащего к клубу Атлетико Уракан, который, хотя и был основан в районе Нуэва Помпея, где имеет свою штаб-квартиру (на улице Авенида Касерос). Клуб имеет наиболее распространенное прозвище «Эль Глобо» или «Globito» ссылаясь его иконку, в виде воздушного шара которую окрестили «Ураган», в память о Хорхе Ньюбери.
Кроме того, в 1872—1902 годах, где сегодня находится парк Патрисьос, находились бойни для скота, вокруг которых располагались таверны и бордели, где пение уличных музыкантов стало символом городской музыки и служило появлению танго.
Тогдашний мэр Карлос Тайс (Thays), в марте 1902 года решил создать на этом месте парк под названием «Патрисьос» за счёт сноса многих домов (на улицах Касерос и восточной части Успаллата). В сентябре того же года городской совет принимает решение дать району имя «Парке-Патрисьос».
Со временем район получил признание за своего флагманского парка, оставив своё прежнее название Корралес, а часть трудоспособного населения и многие отрасли промышленности переехали из старых зданий.
С начала XX века район служил для строительства государственного жилья рабочему классу, в том числе в зданиях получивших названия Barrio La Colonia (1914) и Casa Colectiva Valentín Alsina (1919).

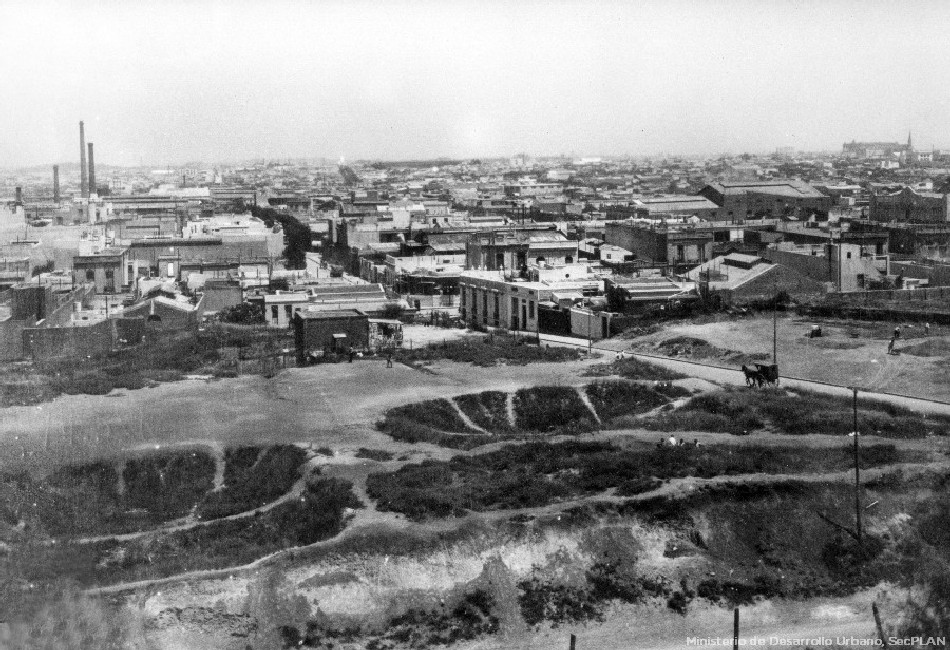
Вид на район в 1928 году, и строящийся Instituto Bernasconi. (Foto: AGN)

В 1998 году в районе началось строительство станции метро линии H, благодаря чему район получил новый расцвет. 4 октября 2011 года была открыта станция метро Парке-Патрисьос, а в 2013 — станция метро Оспиталес.
В течение последних пяти лет были построены более 300 тысяч м² нежилых помещений и появились новые предприятия. Метро способствовало развитию промышленности района, в котором уже насчитывается 199 компаний. Сегодня район впервые за последние десятилетия привлекает новых жителей, они приезжают из других районов города и южных пригородов. Считается, что более 10 000 новых потребителей, которые пользуются модными брендами работают в коммерческих предприятиях района. Район Парк-Патрисьос обновляет свой внешний вид, снося старые и заброшенные склады и здания, на месте которых строятся современные офисные здания или фабрики.
В 2015 году было построено новое здание для правительства города, под руководством архитектора Нормана Фостера, здание имеет 13 000 м2, зал на 320 человек.

## Культура

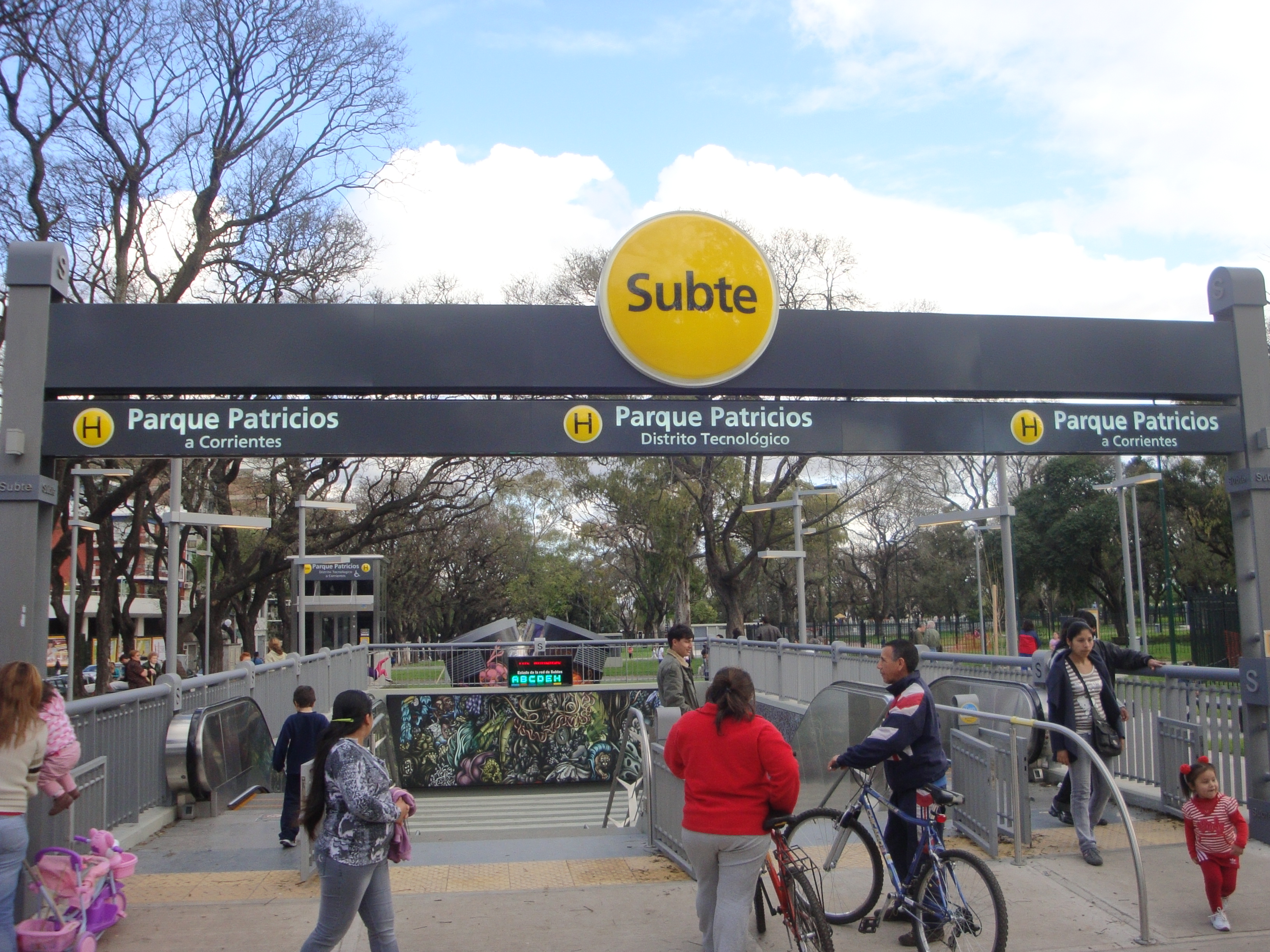
станция метро Парке-Патрисьос

В районе находится дворец образования Буэнос-Айреса. С момента его открытия в 1929 году институт Феликса Фернандо Бернаскони, имеет четыре начальных школы, одна хор и оркестр, два музея и два плавательных бассейна. Одним из признанных педагогов работавших там — Марта Салотти. Напротив улицы Эстебан-де-Лука, находится Maternidad Ramón Sardá, созданный на пожертвования в 1934 году, каждый год там ведётся запись детей, родившихся в стране. На улице Касерос 2530 расположен музей Томаса Эспоры (Tomás Espora) а на Касерос 3071 расположен музей доктора Хенаро Джакобини который был у истоков создания Министерства здравоохранения Аргентины.
В районе родились знаменитые гонщики Оскар и Хуан Гальвес, футболист Карлос Бабингтон и чемпион по боксу Оскар Бохавена.

## Галерея

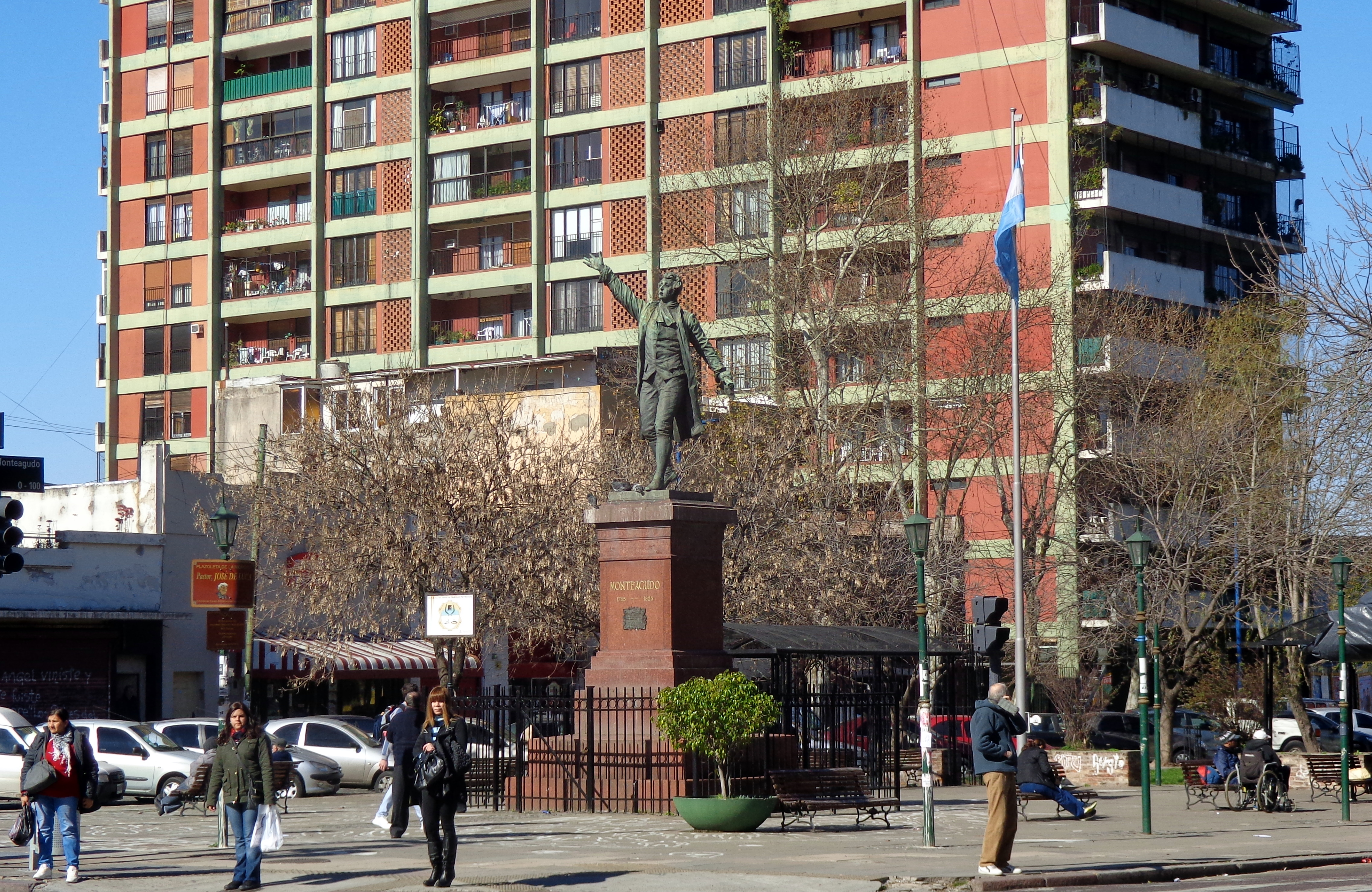
Площадь Принглес и Монумент Бернардо де Монтеагудо
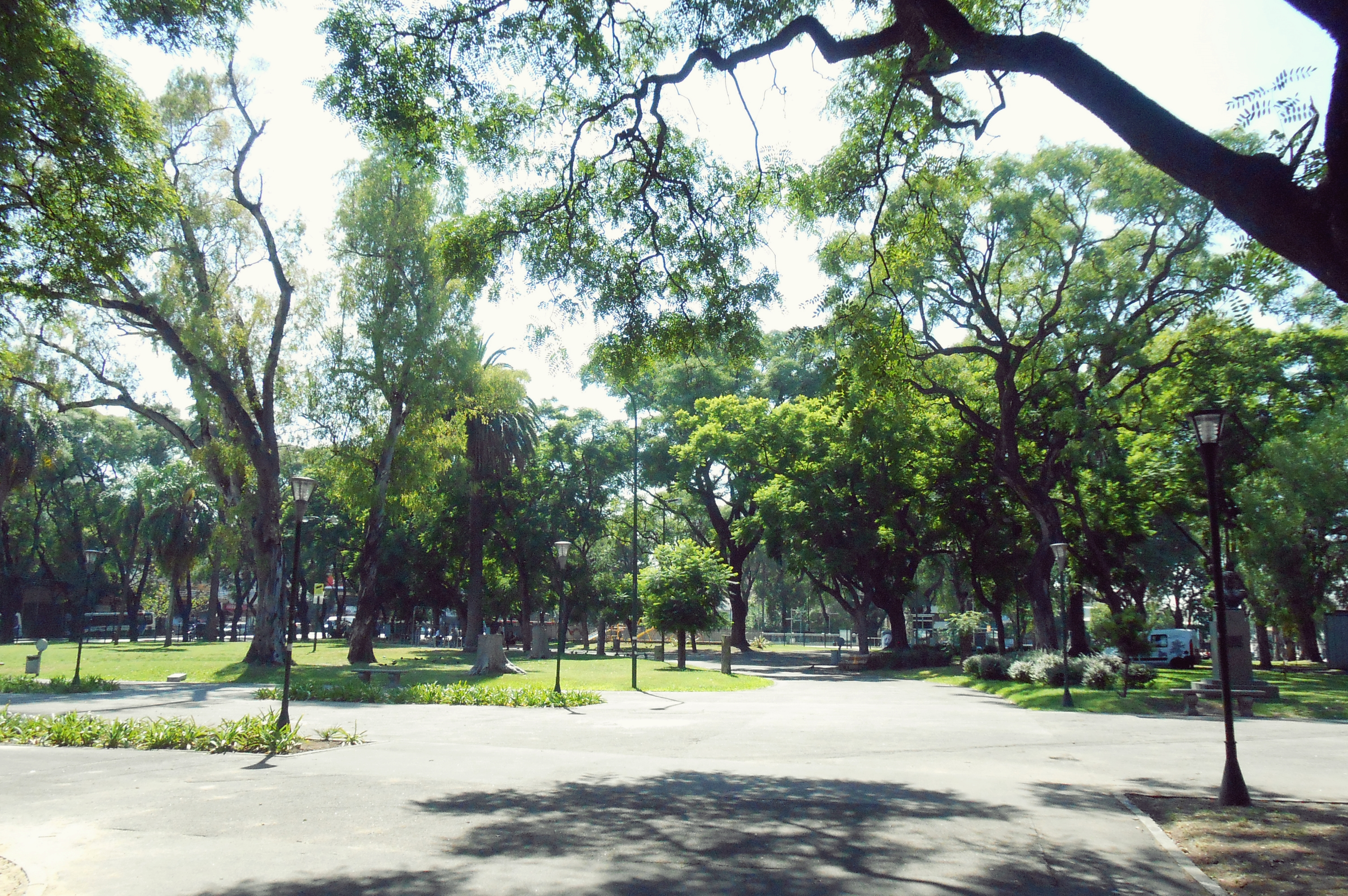
Парке-Патрисьос
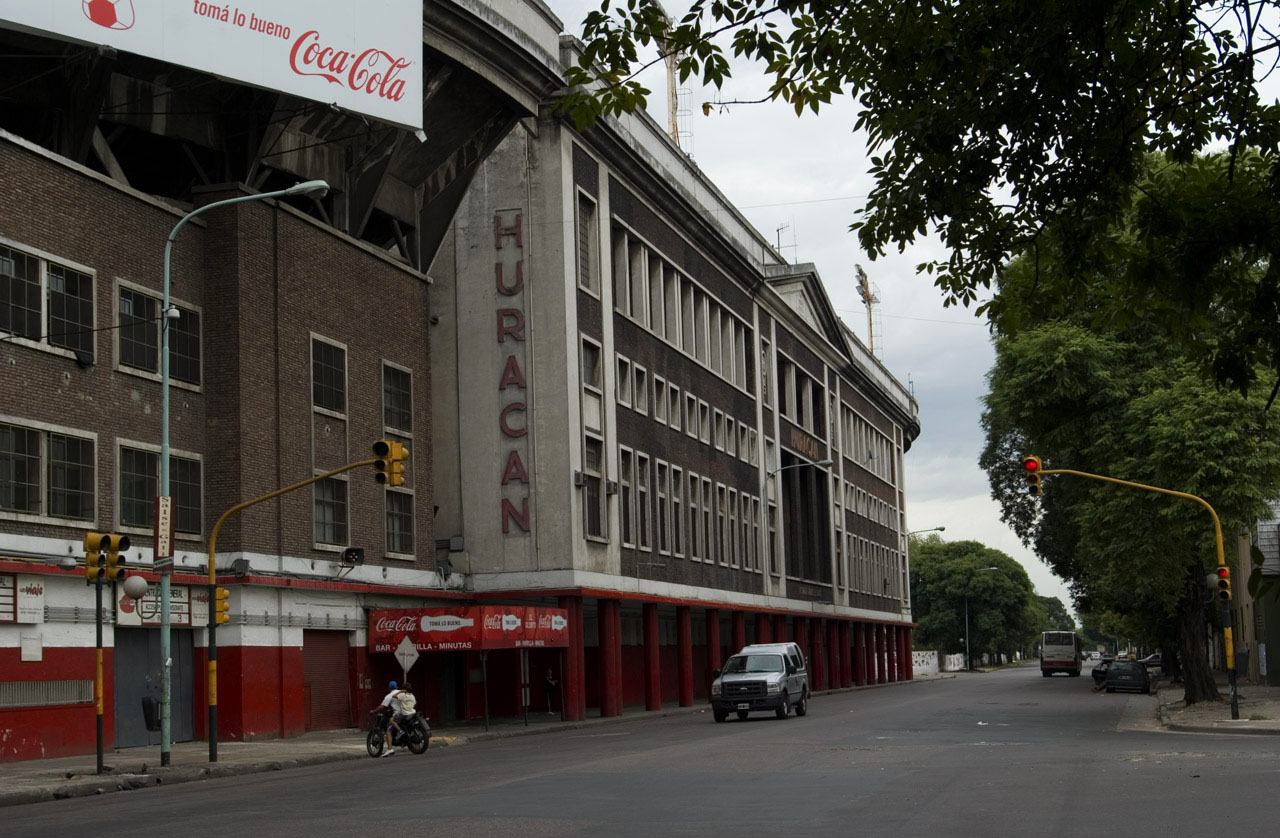
Стадион Томас Адольфо Дуко
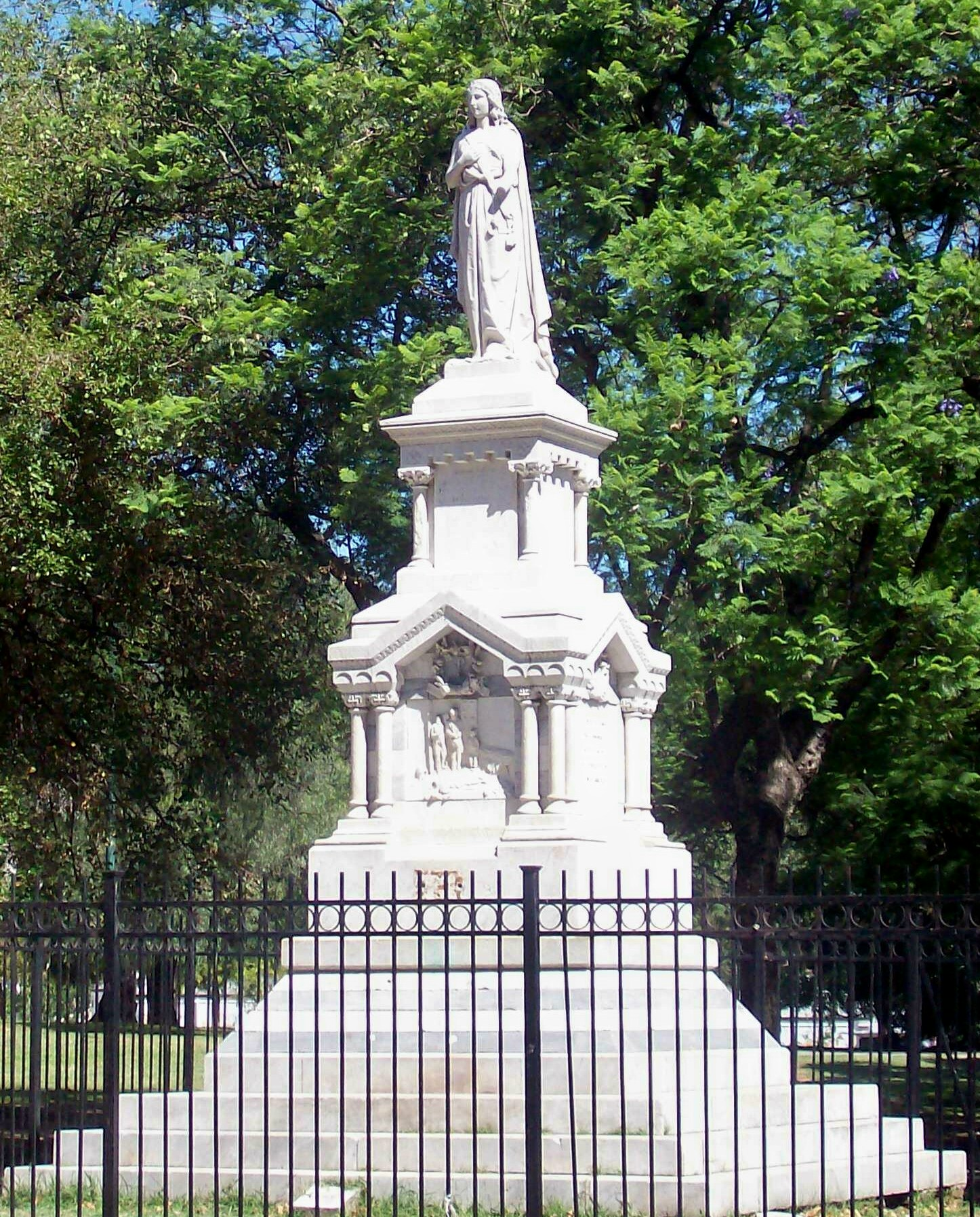
Монумент жертвам жёлтой лихорадки
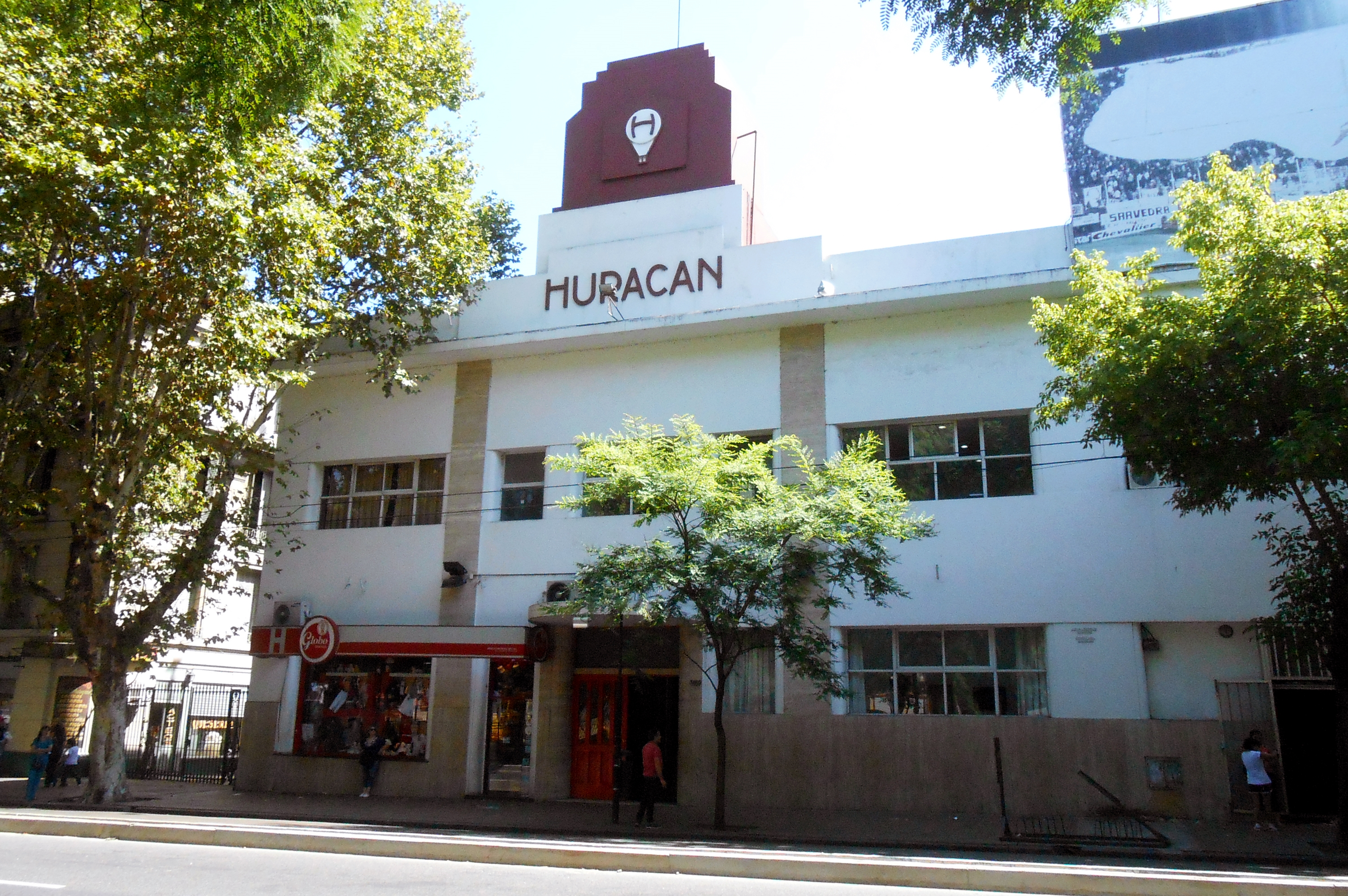
Клуб Атлетико Уракан
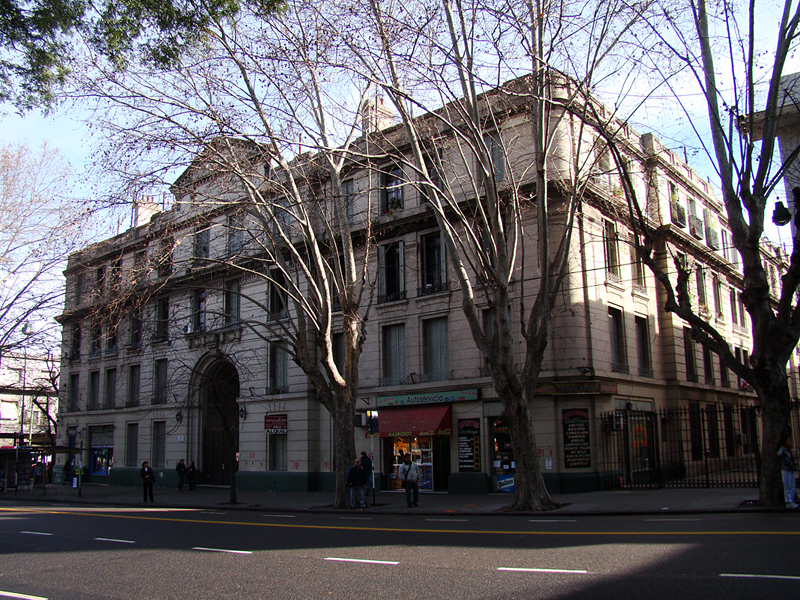
Каса Коллектива Каса Валентин Аспина
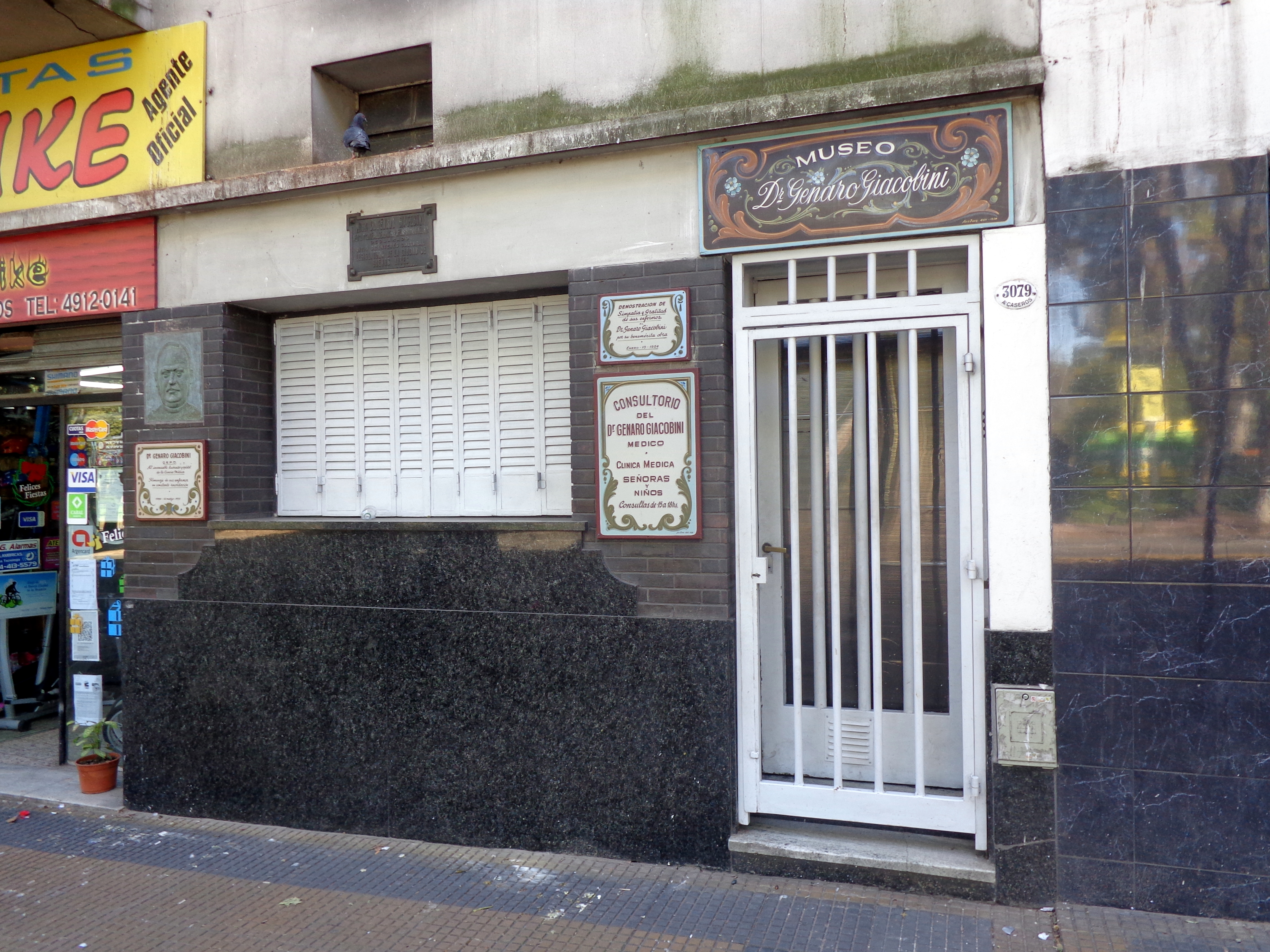
Музей Хенаро Джакобини
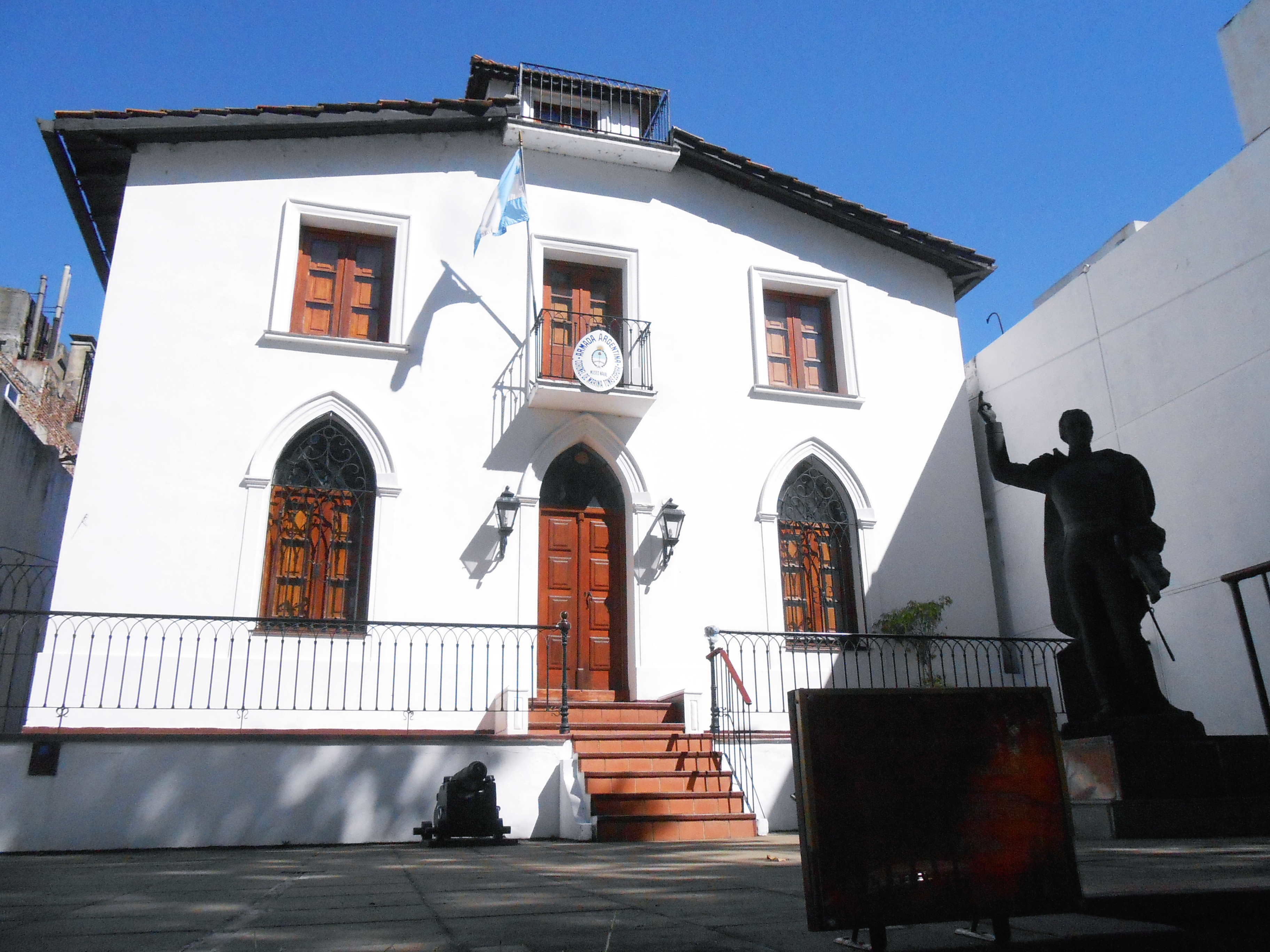
Музей Томаса Эспоры